# أيمن إسماعيل
أيمن إسماعيل (21 نوفمبر 1967 – ) مهندس فلسطيني، يعمل رئيسًا لسُلطة الطاقة والموارد الطبيعية منذ يونيو 2025.

## حياته
وُلد أيمن فؤاد مصطفى إسماعيل في 21 نوفمبر 1967 في الأردن لأسرة فلسطينية من بلدة بير نبالا شمالي مدينة القدس ونشأ فيها.
عمل إسماعيل موظفًا في سلطة الطاقة والموارد الطبيعية، وتدرج في مناصبه حيث كان رئيسًا لوحدة كفاءة الطاقة، ومديرًا لمركز أبحاث الطاقة والبيئة، ولاحقًا مساعدًا لرئيس سلطة الطاقة للشؤون الفنية.
في 2 يناير 2025، كلفه رئيس الوزراء محمد مصطفى بمهام القائم بأعمال رئيس سلطة الطاقة والموارد الطبيعية خلفًا لظافر ملحم الذي بلغ سن التقاعد.
في 3 يونيو 2025، أصدر الرئيس محمود عباس مرسومًا بتعيين إسماعيل رئيسًا لسلطة الطاقة والموارد الطبيعية.